# Stránecká Zhoř
Stránecká Zhoř (německy Zhorz Straneczka) je obec v okrese Žďár nad Sázavou v Kraji Vysočina. Žije zde 615 obyvatel.
Sousedními obcemi sídla jsou Uhřínov, Otín, Velké Meziříčí, Blízkov, Netín, Měřín a Lavičky.

## Části obce
- Stránecká Zhoř
- Frankův Zhořec
- Kochánov
- Nová Zhoř

## Název
Jméno vesnice je totožné se starým obecným zhoř (ženského rodu) - "vypálená půda" (odvozeným od slovesa shořeti). Toto jméno, jímž se označovaly vsi, které vznikly na půdě získané vypálením lesa či křovin, bylo typické pro oblast západního Tišnovska, Velkomezeříčska a Jihlavska a mělo stejný význam jako žďár, ale je starší. V pozdějších dobách jmenný rod kolísal. Tato Zhoř je v pramenech ze 16. století známa jako Pivcova Zhoř - přívlastek byl odvozen od osobního jména Pivec nebo Pivcě (nositel jména není znám). Když vesnici získal Jan Stránecký ze Stránce, vesnice byla přejmenována (1720) na Stráneckou Zhoř.

## Historie
První písemná zmínka o obci pochází z roku 1414. Největší rozmach obce nastal v druhé polovině 20. století. Do těch dob se rozvíjela pozvolna a bez nějakých pronikavějších změn. Ze starých podnikatelských aktivit zde zůstává panský dvůr a lihovar. Dnes jsou tyto objekty přestavěny.

## Obyvatelstvo
| Rok            | 1869 | 1880 | 1890 | 1900 | 1910 | 1921 | 1930 | 1950 | 1961 | 1970 | 1980 | 1991 | 2001 | 2006 | 2014 |
| Počet obyvatel | 620  | 669  | 616  | 619  | 600  | 613  | 597  | 568  | 632  | 599  | 551  | 560  | 587  | 582  | 608  |

## Školství
- Mateřská škola Stránecká Zhoř

## Doprava
Územím obce prochází dálnice D1, krátý úsek silnice II/349 v úseku Měřín – Otín, silnice II/354 v úseku Ostrov nad Oslavou – Kochánov – II/602; a silnice II/602 v úseku Velké Meziříčí – Stránecká Zhoř – Měřín.
SIlnice III. třídy na území obce josu:
- III/0027 Svařenov – Frankův Zhořec
- III/3493 ze silnice II/349 do Nové Zhoře
- III/35436 ze silnice II/354 do Kochánova

## Pamětihodnosti
- Zámek Stránecká Zhoř – někdejší vrcholně renesanční tvrz rodu Stráneckých ze Stránec s kombinovanou obytnou a hospodářskou funkcí, doplněná čtveřicí nárožních válcových věžic (rondelů), v době svého vzniku u rustikálně pojatých tvrzí a jiných renesančních areálů poměrně častých (např. renesanční hřbitovy v jihomoravském Podyjí či archivně doložené hospodářské dvory).
- Novodobá kaple svatého Benedikta
- Sýpka pod zámkem
- Barokní zájezdní hostinec – doložený v polovině 17. století. Ve dvacátých letech 18. století nahradil svojí příležitostnou rezidenční funkcí již nevyhovující tvrz, přestavěnou tehdy na sýpky, chlévy a byty zaměstnanců statku. Tehdy jsou v patře hostince objektu doloženy panské obytné pokoje, užívané meziříčskou vrchností při jejich průjezdu Stráneckou Zhoří. Tomuto účelu sloužil hostinec až do 19. století. Svojí funkcí tak připomíná nedaleký lovecký zámeček v Zahradišti, rovněž upravený z někdejšího hostince.

## Další fotografie

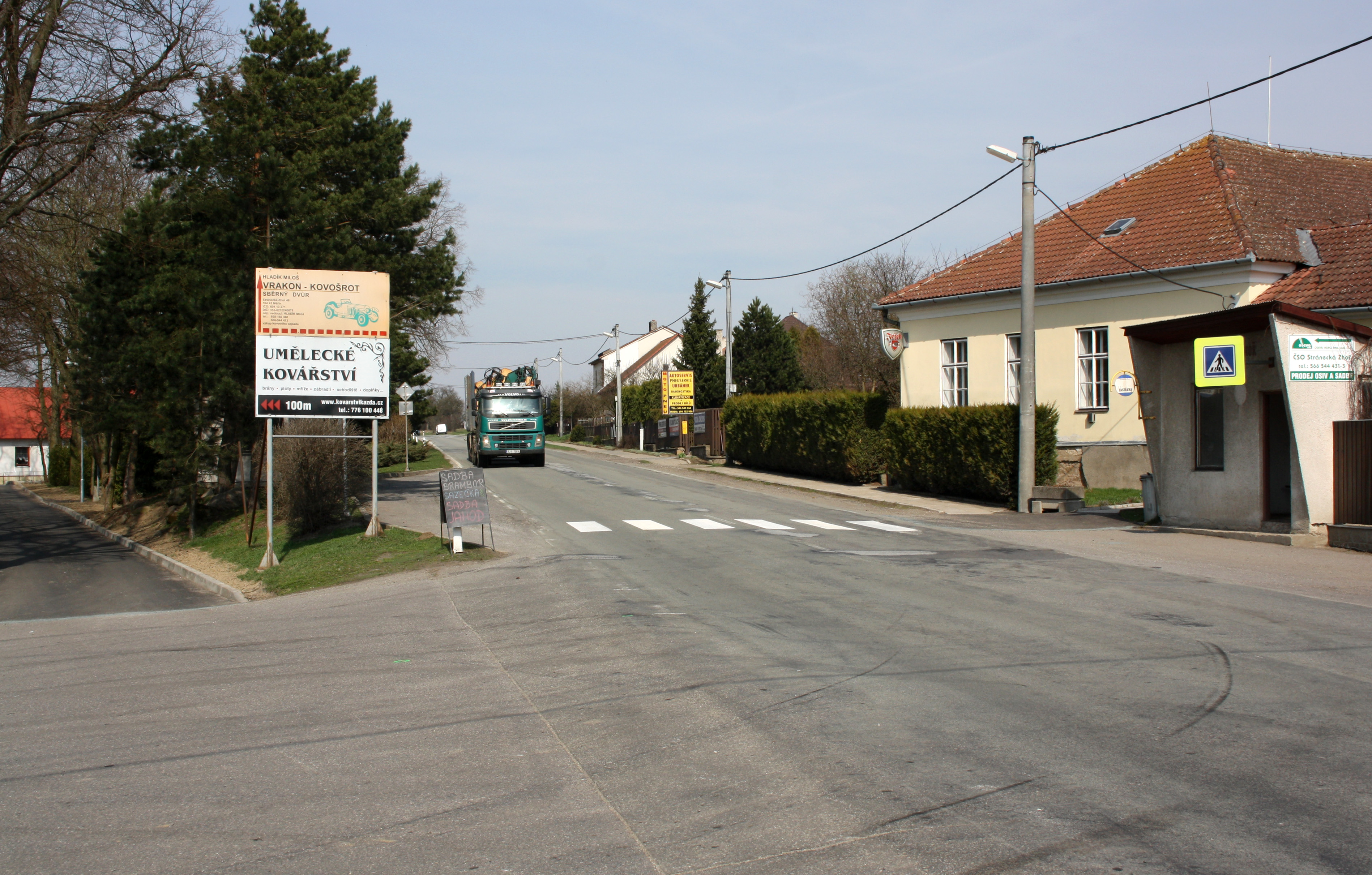
Hlavní silnice
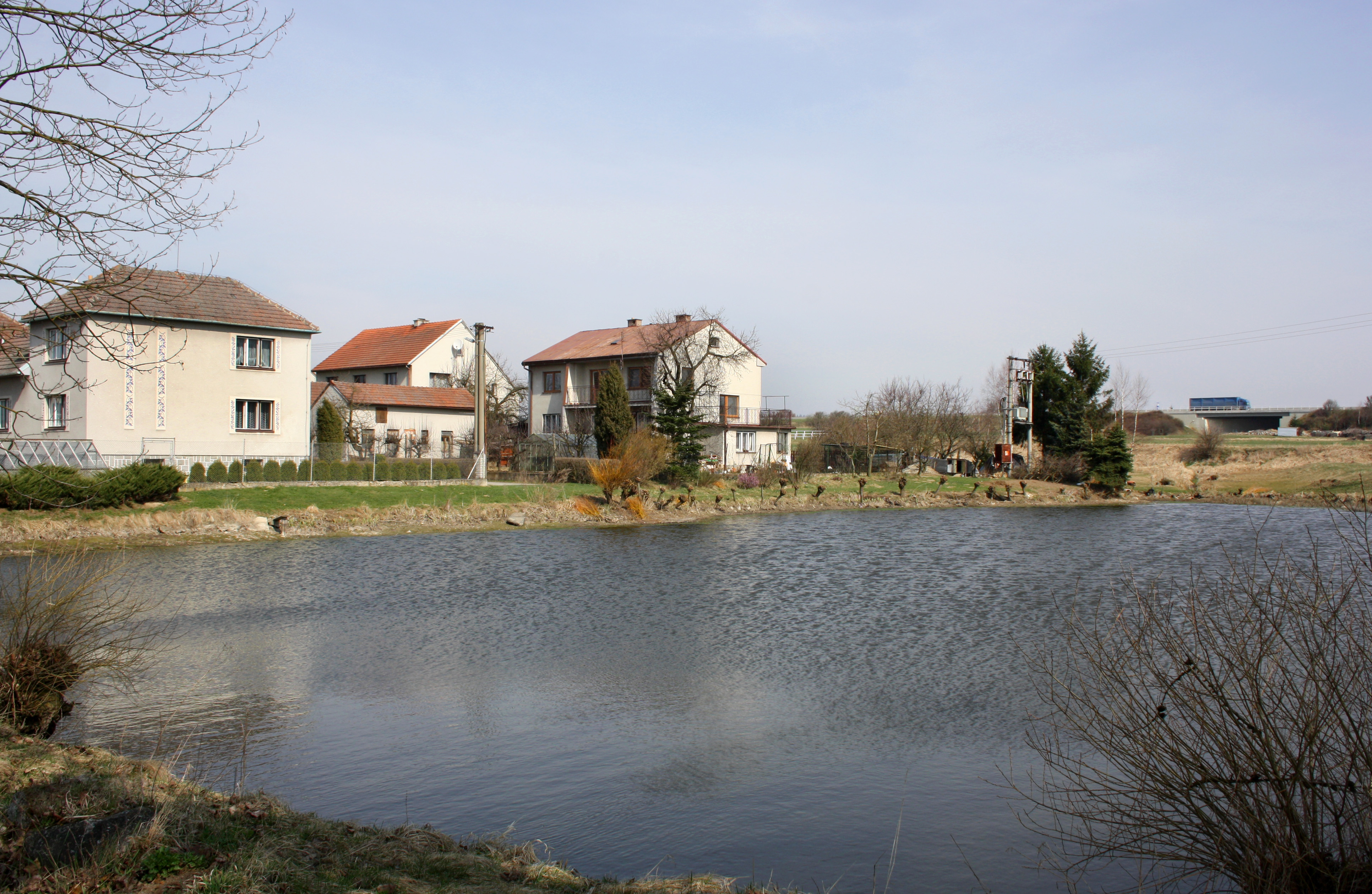
Rybník Hluboček, za ním dálnice D1
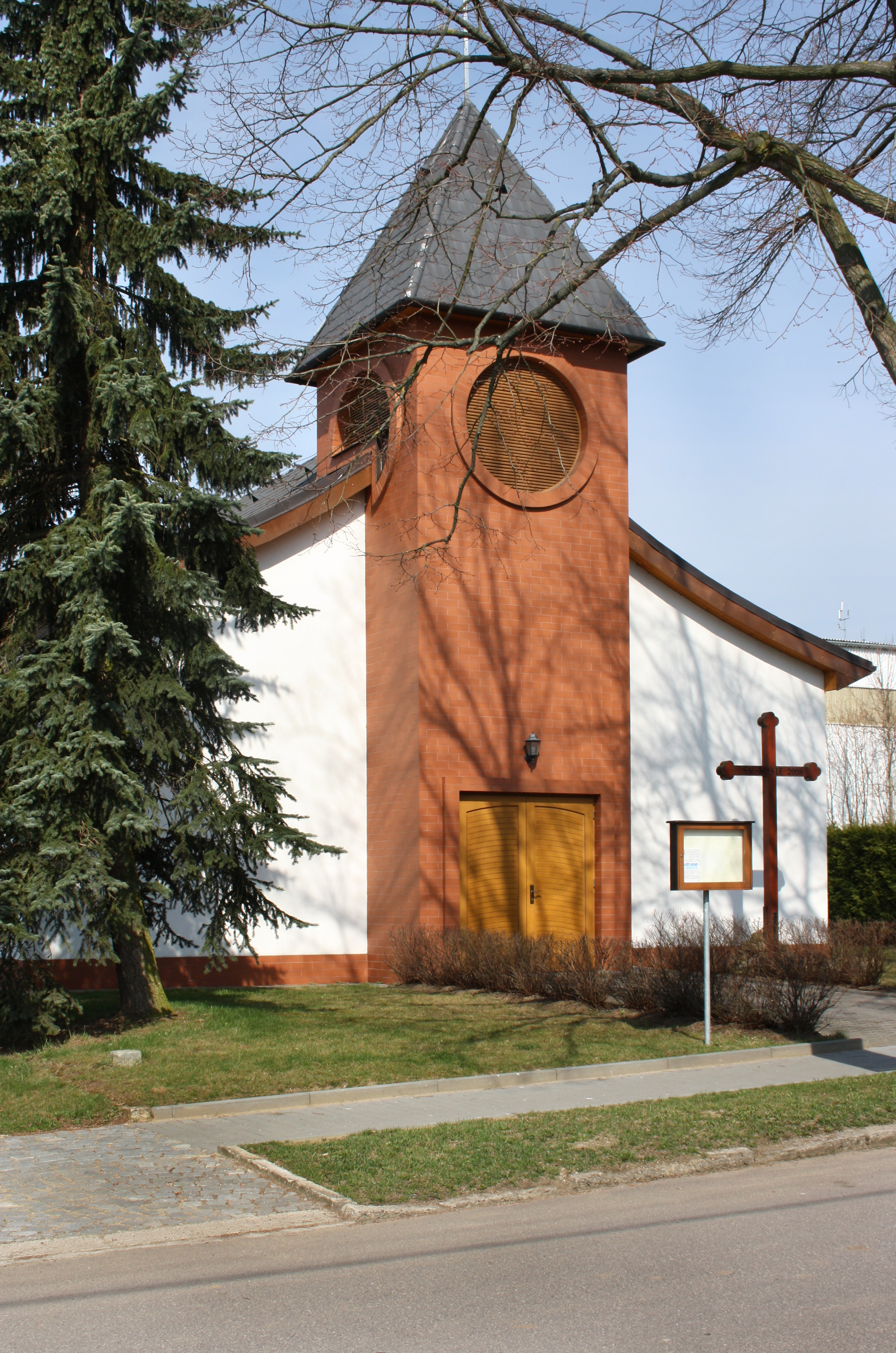
Kaple svatého Benedikta
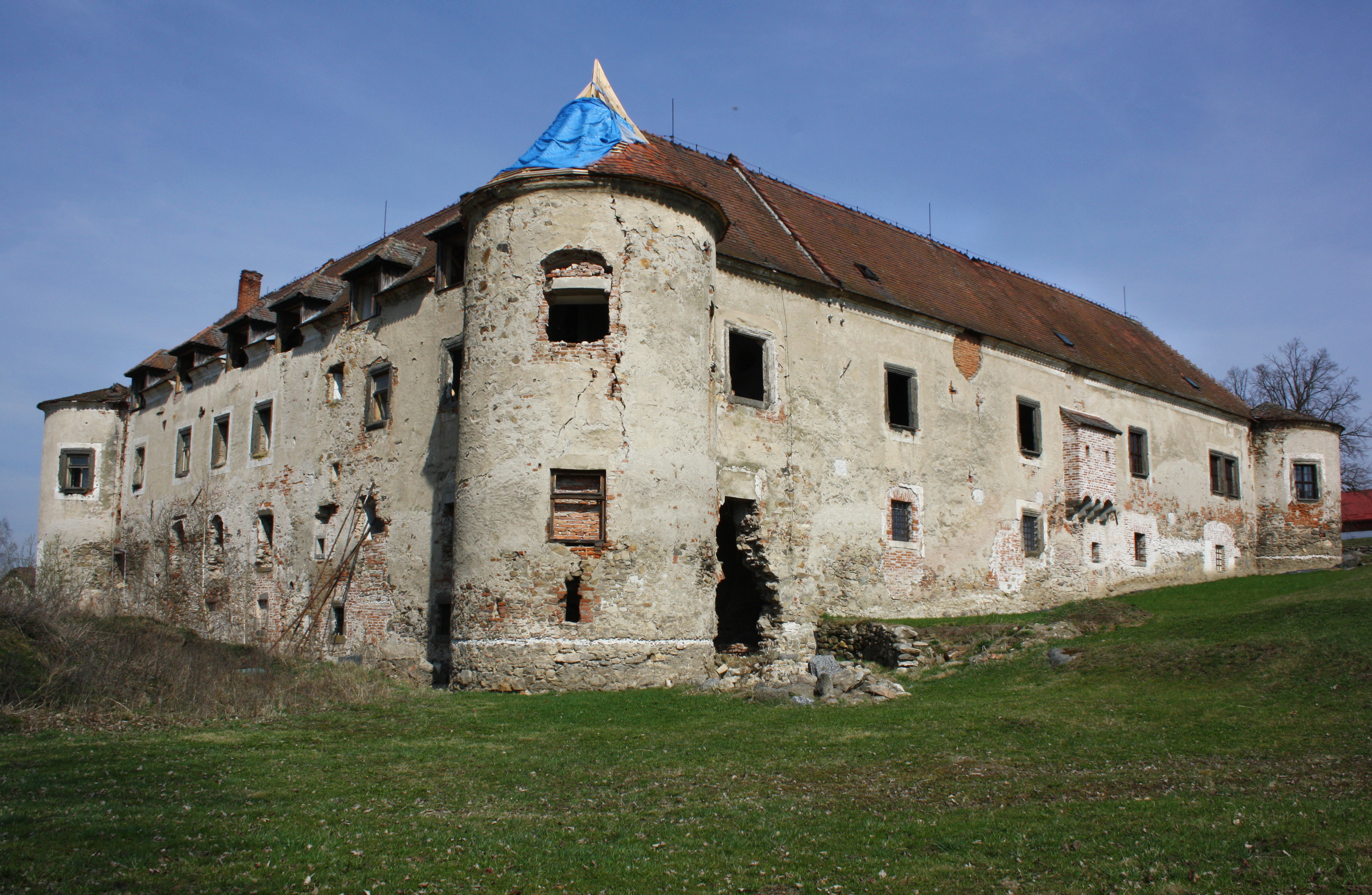
Zámek